# Цона Цај - Вја Молини (Верона)
Цона Цај - Вја Молини је насеље у Италији у округу Верона, региону Венето.
Према процени из 2011. у насељу је живело 8 становника. Насеље се налази на надморској висини од 75 м.